# コピート・デ・ニエベ

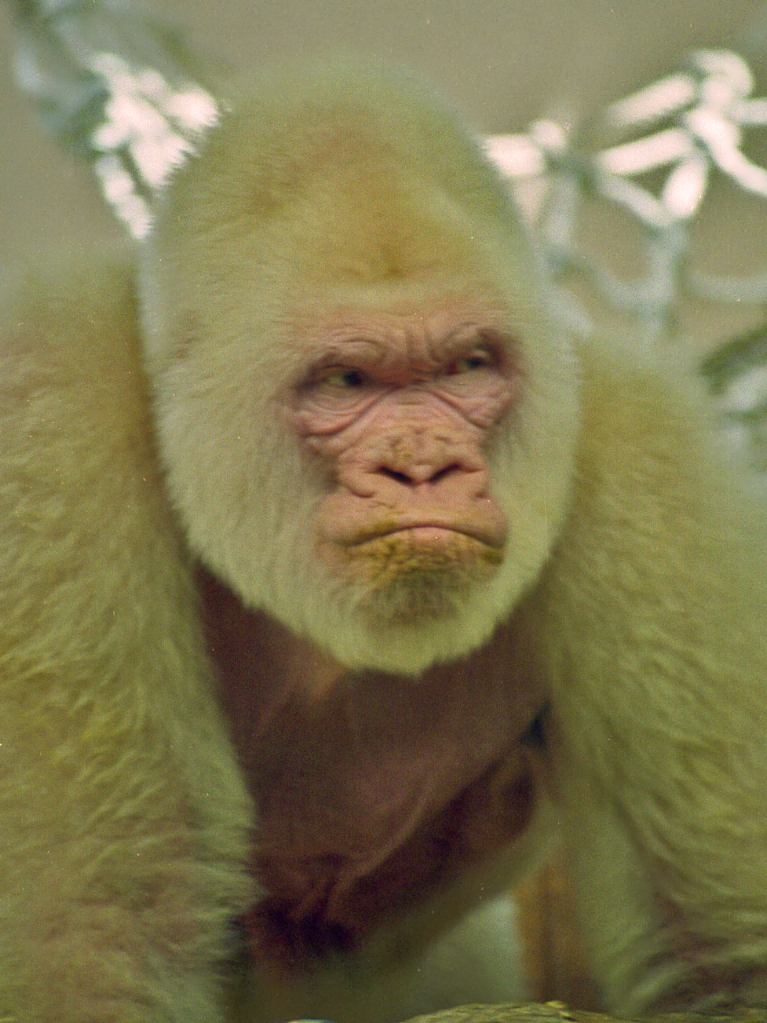
コピート・デ・ニエベ

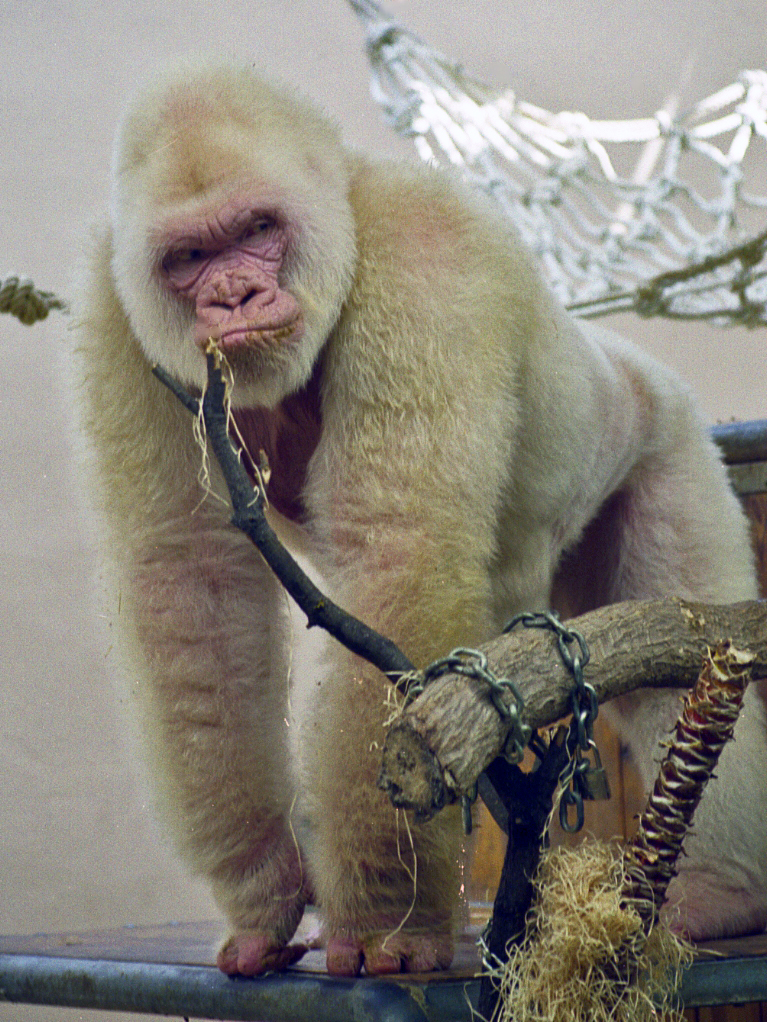
コピート・デ・ニエベ

コピート・デ・ニエベ（スペイン語:Copito de Nieve, カタルーニャ語:Floquet de Neu, 英語:Snowflake; 1963年もしくは1964年 - 2003年11月24日）は、スペイン・バルセロナのバルセロナ動物園にいたアルビノのオスのニシローランドゴリラ。先天的な色素欠乏のために全身の毛の色が白かったことから、「小さな雪片」を意味する「コピート・デ・ニエベ」（カタルーニャ語ではフロケット・デ・ネウ）の名で呼ばれた。37年にわたり、バルセロナ動物園のマスコットとして人気を集めたゴリラである。

## 来歴
1966年10月1日、スペイン統治下の赤道ギニア、リオムニのジャングルで、プランテーションを荒らしたとしてゴリラの群れが殺された。この際、死んだ母親に真っ白な子どものゴリラがしがみついているのが発見された。ファン族のベニート・マニエ（Benito Manié）はこの子ゴリラをンフム・ンギ（Nfumu Ngui, ファン語で「白いゴリラ」の意）と呼んで持ち帰った。4日後、この子ゴリラを売りに来たマニエからジョルディ・サバテール・ピが15,000ペセタで購入する。ジョルディ・サバテール・ピはスペイン・カタルーニャ地方出身で、バルセロナ動物園から赤道ギニアのイクンデに派遣されていた動物行動学者であった。
子ゴリラが環境の変化に慣れるためイクンデで1ヶ月過ごす間、ジョルディ・サバテール・ピはかつてリオムニでゴリラのフィールド調査を行なっていたチュレーン大学の霊長類学者アーサー・リオペル（Arthur Riopelle）とコンタクトをとった。話を聞いたリオペルは自らのゴリラ研究のスポンサーとなっていたナショナルジオグラフィック協会に知らせ、同協会はリオペルとナショナルジオグラフィック誌の記者であるポール・A・ザール（Paul A. Zahl）をイクンデへ派遣、写真入りのレポート記事を書かせることとした。
1966年11月1日、白い子ゴリラはバルセロナ動物園へ到着した。翌年3月、リオペルとザールは「スノーフレイク、世界初の白いゴリラ（Snowflake, the world's first white gorilla）」のタイトルでナショナルグラフィック誌に記事を掲載、これによってゴリラは「雪片」（スノーフレイク）を意味するコピート・デ・ニエベ（フロケット・デ・ネウ、以下コピートと略）の名で知られることとなった。
3頭のメスとの間に21頭の子をなしたが、子や孫に白い体毛は遺伝していない。コピートの子や孫はバルセロナ動物園やシュトゥットガルト動物園などにいる。福岡市動物園の1981年生まれのオス、ビンドン（Bindung）もコピートの子である。
2001年、コピートは皮膚がんと診断された。2003年9月、その寿命が残り少ないことが公式に報じられ、同年11月、病状が改善する見込みがないとして動物園はコピートを安楽死させた。38歳から40歳だったと推定されている。

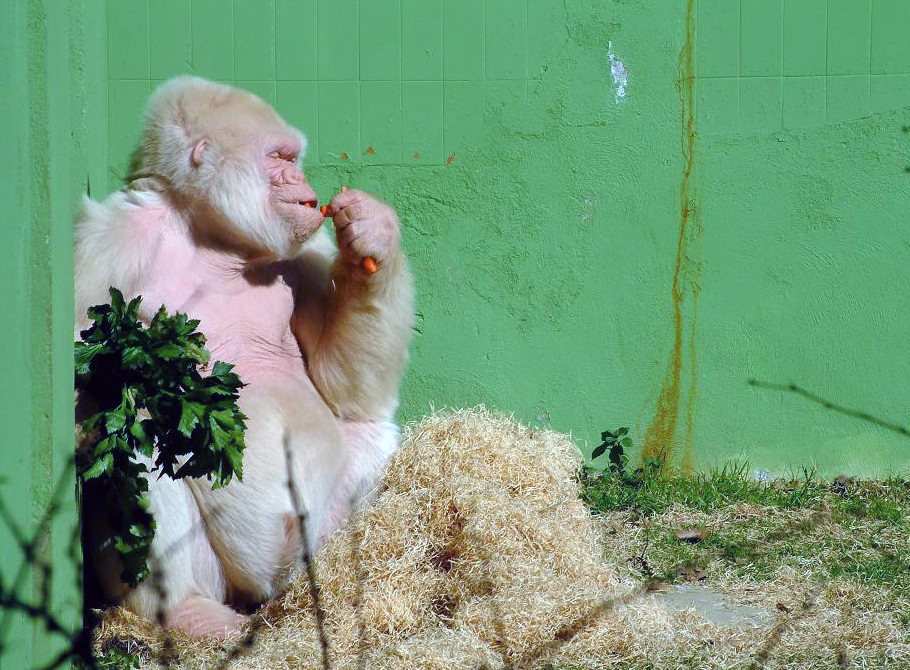
2003年撮影
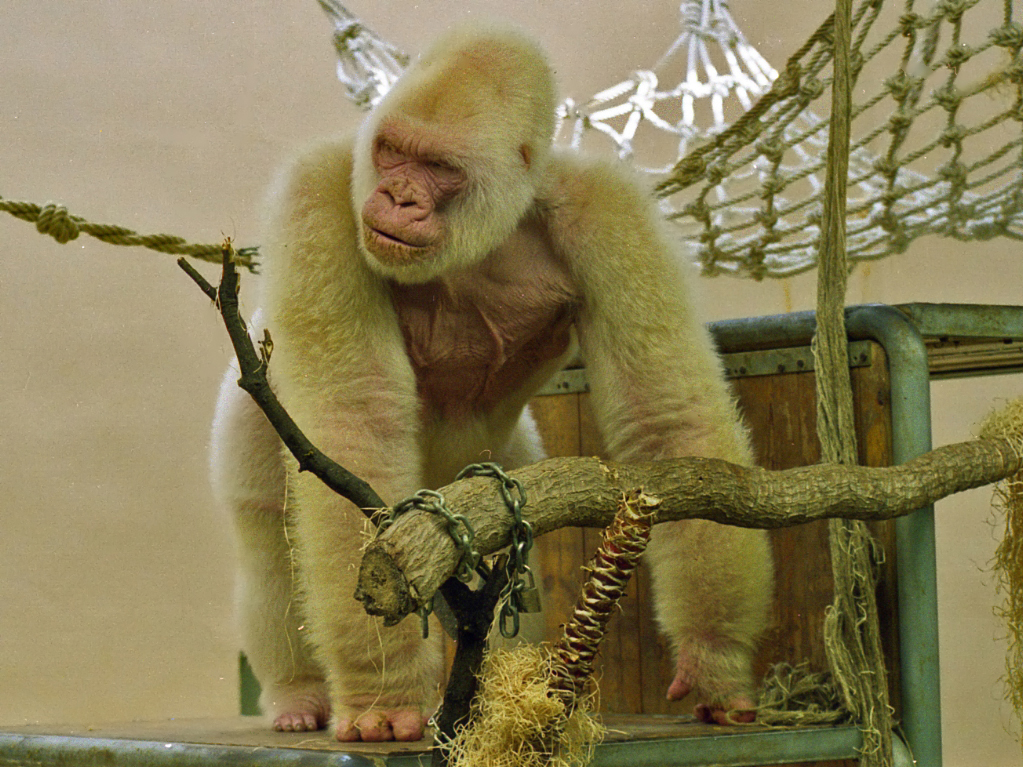
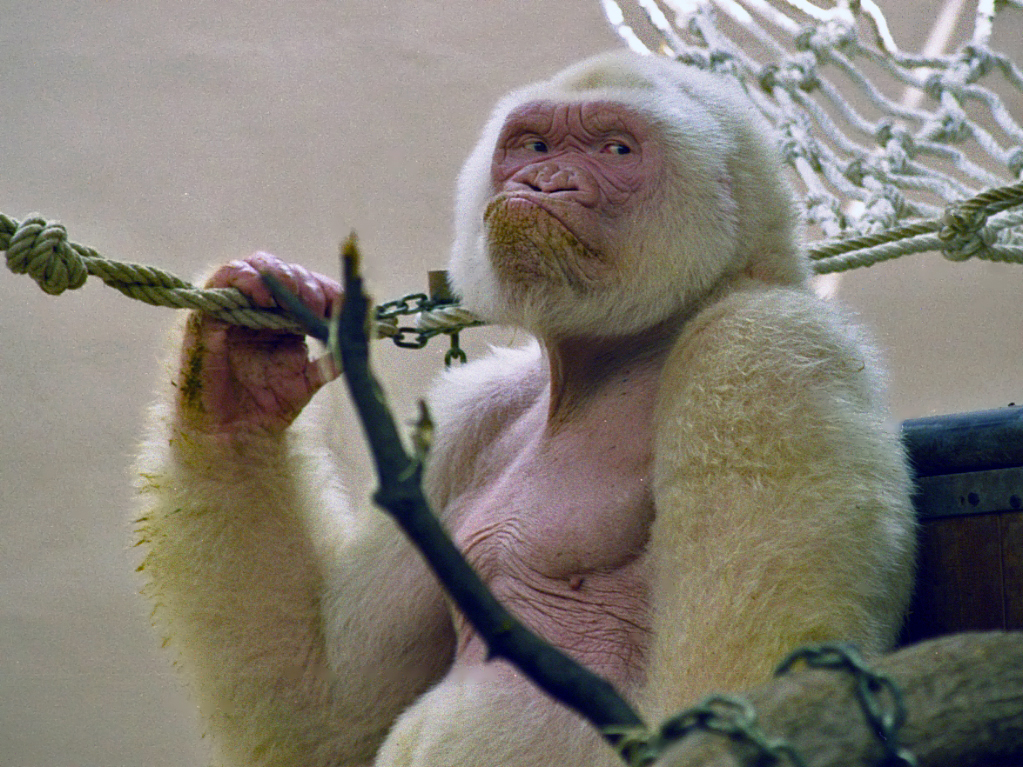
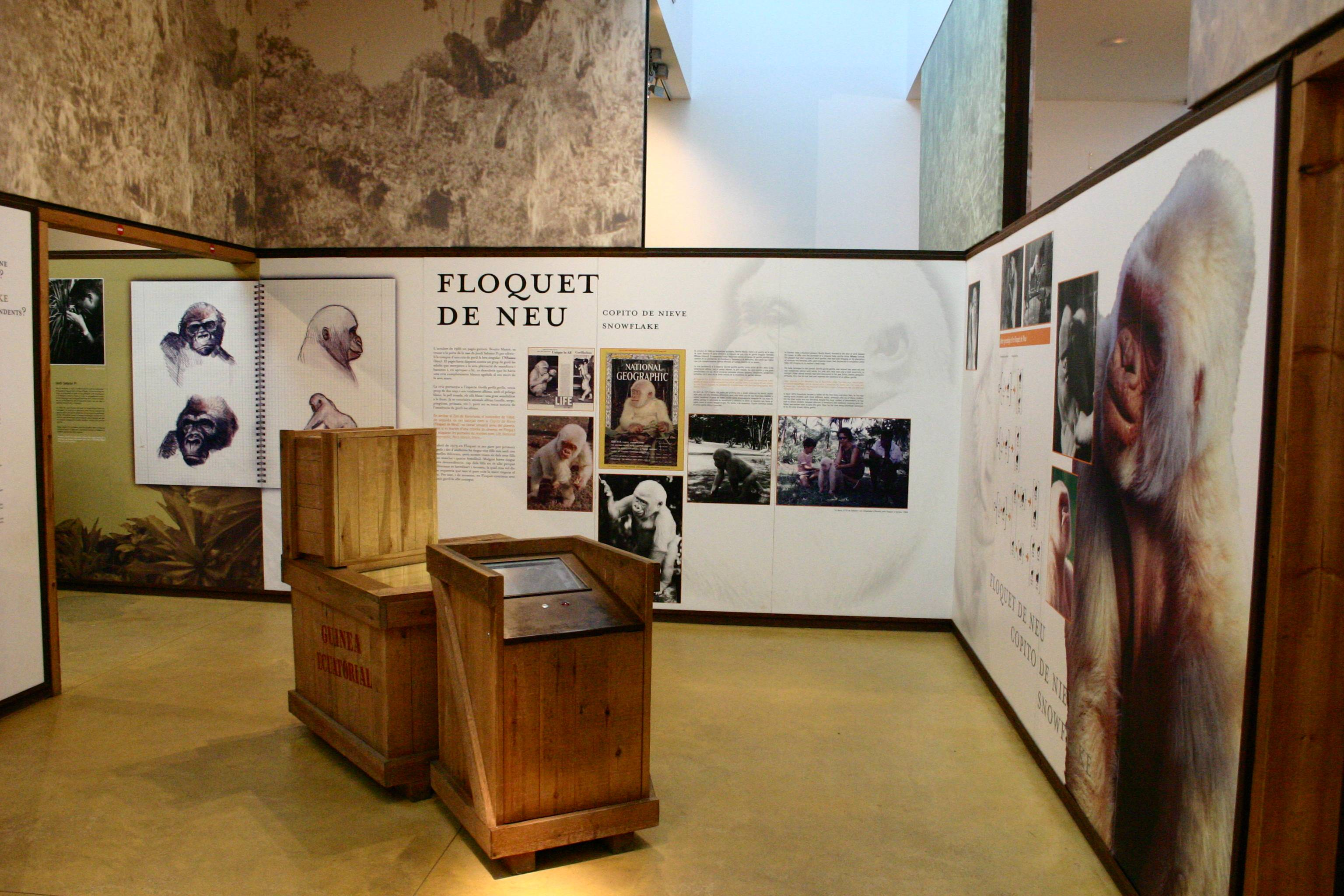
バルセロナ動物園の展示パネル

## 影響
ジョルディ・サバテール・ピは「フロケットよ永遠に」（Floquet per sempre）という本を著した。コピートの名を冠した霊長類学研究のための記念奨学金制度も設立された。
カタルーニャ人作家のトニ・サラ（Toni Sala）は小説「フロケット・デ・ネウの追憶」（Memòries d'en Floquet de Neu）にコピートを登場させた。ベースメント・ジャックスはアルバム「ルーティー」（Rooty）のジャケットにコピートの写真を用いている。